# 陸禹思
陸禹思，字玄錫，應天府溧陽縣人，明朝官员。賜特用進士出身。

## 生平
崇禎十三年廷試貢生，十五年登進士，歷官戶部主事督餉天津、弘光元年累遷戶部廣西司郎中，後歸隱。